# Logan Inlet
De Logan Inlet is een inham in het westen van Brits-Columbia in Canada.

## Geografie
De inham ligt voor de oostkust van Moresby Island in de eilandengroep Haida Gwaii. Ten noorden van de inham ligt het Tangil Peninsula van Moresby Island, ten zuiden ligt het Tanu Island. In het westen komt de Darwin Sound op de inham uit, in het oosten komt de inham uit op Laskeek Bay, een baai van de Hecate Strait. Ten noorden van het schiereiland komt de Dana Inlet op de baai uit.
Het waterlichaam ligt in de mariene ecoregio Noord-Amerikaans Pacifisch Fjordland.

## Geschiedenis
De inham is vernoemd naar William Edmond Logan.